# Donepezil

Strukturformel för donepezil med okänd stereokemi

Donepezil (IUPAC-namn: (RS)-(±)-2-[(1-bensyl-4-piperidyl)metyl]-5,6-dimetoxi-2,3-dihydroinden-1-on, summaformel C24H29NO3) är ett läkemedel som används för att lindra olika demenssjukdomar, bland annat Alzheimers sjukdom. Medlet kan inte bota sjukdomen, men lindrar de obehagliga symptomen.
Donepezil är ett receptbelagt läkemedel under varunamnet Aricept.

## Stereokemi
Donezepil är en 1: 1-blandning av följande två isomerer:
| Enantiomer av Donepezil | Enantiomer av Donepezil |
| ----------------------- | ----------------------- |
| (R)-Enantiomer          | (S)-Enantiomer          |

## Klasser
Kemiskt är donepezil ett indanderivat, en fenoleter och ett piperidinderivat.